# Rhinolophus alcyone
Rhinolophus alcyone — вид рукокрилих родини Підковикові (Rhinolophidae).

## Поширення
Країни проживання: Камерун, Конго, Демократична Республіка Конго, Кот-д'Івуар, Екваторіальна Гвінея, Гана, Гвінея, Кенія, Ліберія, Нігерія, Сенегал, Сьєрра-Леоне, Судан, Того, Уганда. Цей вид пов'язаний із вологими тропічними лісами, але дещо простираючись в савани. Протягом дня колонії спочивають в печерах, дуплах дерев, дахах солом'яних будинків і в старих шахтах.

## Загрози та охорона
Цей широко розповсюджений вид перебуває під загрозою в частині його діапазону через втрату середовища існування, в основному в результаті рубок та перетворення земель в сільськогосподарське використання. У деяких районах на вид полюють задля їжі, хоча неясно, чи це являє собою серйозну загрозу. Поки не відомо, чи вид присутній в будь-якій з охоронних територій.